# Johannes Sturm
Johannes Sturm (Schleiden, 1 de outubro de 1507 – Estrasburgo, 3 de março de 1589) foi um educador, pedagogo, teólogo e erudito alemão, fundador da Universidade de Estrasburgo, cujas origens remontam à criação do Ginásio Jean-Sturm, fundado por ele em 22 de março de 1538.

## Vida
Em 1521 ou 1522 começou seus estudos na escola de São Jerônimo em Liège, indo posteriormente para a Universidade de Lovaina. Logo criou uma parceria na impressão de livros e publicou diversas obras em grego. Ao visitar Paris em 1529 para vender livros, recebeu um convite para ensinar e dar aulas sobre Cícero e Demóstenes.  Influenciado pelas idéias e manuscritos de Martinus Bucerus ele adotou os princípios da Reforma Protestante.  Ele participou de uma tentativa de reconciliar a Igreja Protestante com a Igreja Católica Romana em 1534.
Em 1537 ele foi chamado a Estrasburgo (onde se juntou, entre outros, com o chefe de estado Jacob Sturm von Sturmeck, e em 1538 instalou o Ginásio Protestante nessa cidade.  Foi diretor da escola durante 43 ans, e a escola alcançou grande celebridade.
Ele realizou missões diplomáticas de interesse de Estrasburgo, dos estados protestantes, e do rei da França. Participou das conferências em Hagenau e Worms em 1540, e em Ratisbona em 1541; e acompanhou Bucerus para se encontrar com o Eleitor de Colônia, em 1542.  Depois de colaborar na negociação de paz entre a Inglaterra e a França em 1545, retornou novamente à França em 1546, por causa do início da Guerra da Liga de Esmalcalda, para buscar ajuda do rei Francisco I.  Ele pediu para que os alemães ajudassem os huguenotes, o que o tornou suspeito aos olhos dos luteranos.
Depois da morte de Jacob Sturm e diante da pressão cada vez mais rigorosa da confissão luterana depois de 1555, Sturm envolveu-se nas controvérsias em curso.  Ele apoiava os pontos de vista cada vez mais abertos de Bucerus, e foi influenciado por suas posições bíblicas e humanísticas em direção a um Cristianismo não dogmático. Em 1563 um acordo com base na Concórdia de Wittenberg não teria longa duração. Sturm era perguntado sobre modelos de escolas iguais aos que havia criado em Estrasburgo, dentre os quais se incluía o ginásio em Lauingen (1564). Porém, as queixas teológicas contra seus pontos de vista, e também os de sua equipe, persistiam.  Os ventos da renovação continuavam firmes quando em 1575 Johann Marbach foi portador de uma queixa, sentenciada em favor de Sturm.  Mas a Fórmula da Concórdia em Estrasburgo tornou a abrir as feridas do conflito. Johannes Pappus revidou os ataques, apoiado por Andreas Osiander, o Velho e Jakob Andreae (1528–1590), ocorrendo uma guerra de panfletos.  Sturm foi liberado de suas funções em 1581 e se retirou para Northeim.

## Legado
Sturm foi considerado o maior educador associado à Igreja Reformada. A escola da qual foi diretor e a sua pedagogia de ensino foram um modelo humanista por mais de um século por toda a Europa. O seu ideal na educação foi "direcionar a aspiração dos eruditos com relação a Deus, desenvolver-lhes a inteligência, e torná-los cidadãos úteis ensinando a eles a habilidade de comunicar seus pensamentos e sentimentos com efeito persuasivo."
Sturm implementou o escalonamento dos cursos de aprendizado, e novos métodos de instrução. O seu sistema de aulas (praticamente a mesma que ainda prevaleceu em todos os ginásios alguns séculos mais tarde), a sua classificação do material literário para uso em escolas, a sua confecção dos livros escolares, e a sua organização de administração escolar moldou a prática da educação secundária, não apenas nas escolas alemãs, mas também nas escolas secundárias da Inglaterra e da França.
Além do ginásio Foyer Jean-Sturm, um moderno dormitório estudantil em Estrasburgo também leva o seu nome.

## Obras
- De literarum ludis recte aperiendis, 1538, 1543 e 1557
- Partitionum dialecticarum libri II priores, 1539 (liber III., 1543; liber IV., 1548, 1571 e 1592)
- De amissa et recuperanda dicendi ratione, 1539
- De amissa dicendi ratione, et quomodo ea recuperanda sit, libri duo
- Ausgabe des Cicero, 1540
- Prolegomena (Praefationes), 1541
- Platonis Gorgias aut de rhetorica, 1541
- De nobilitate literata, 1549
- Leges scholae lauinganae, 1565
- Epistolae academicae, 1569
- De formis orationis, 1571
- De imitatione oratoria, 1574
- De exercitationibus rhetoricis, 1575
- De universa ratione Elocutionis Rhetoricae libri IV, 1576